# 4845 Tsubetsu
A 4845 Tsubetsu (ideiglenes jelöléssel 1991 EC1) a Naprendszer kisbolygóövében található aszteroida. Kin Endate,  Vatanabe Kazuró fedezte fel 1991. március 5-én.